# Pieczyska (powiat grójecki)
Pieczyska – wieś sołecka w Polsce położona w województwie mazowieckim, w powiecie grójeckim, w gminie Chynów.

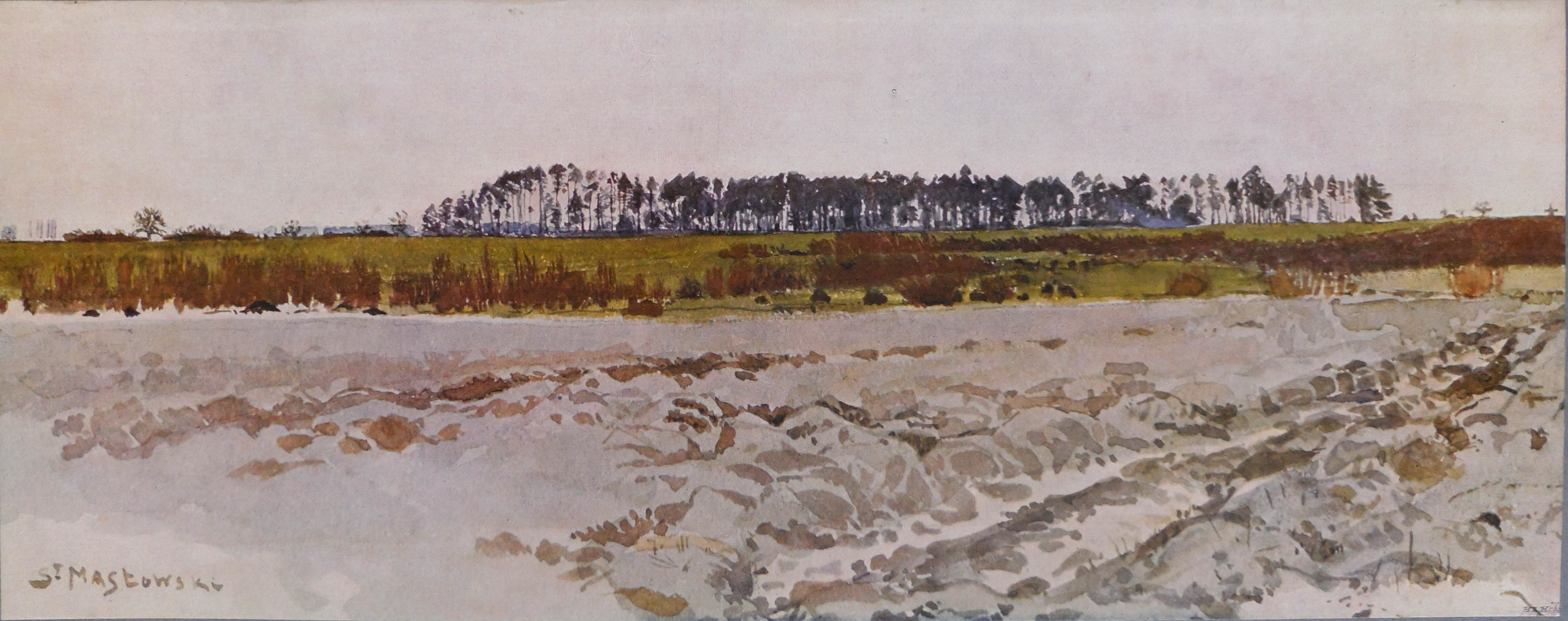
Lasek, akwarela z lat 1880–1890 namalowana w okolicach wsi Pieczyska przez art.-mal. Stanisława Masłowskiego (1853–1926) - kolegę Czesława Tańskiego

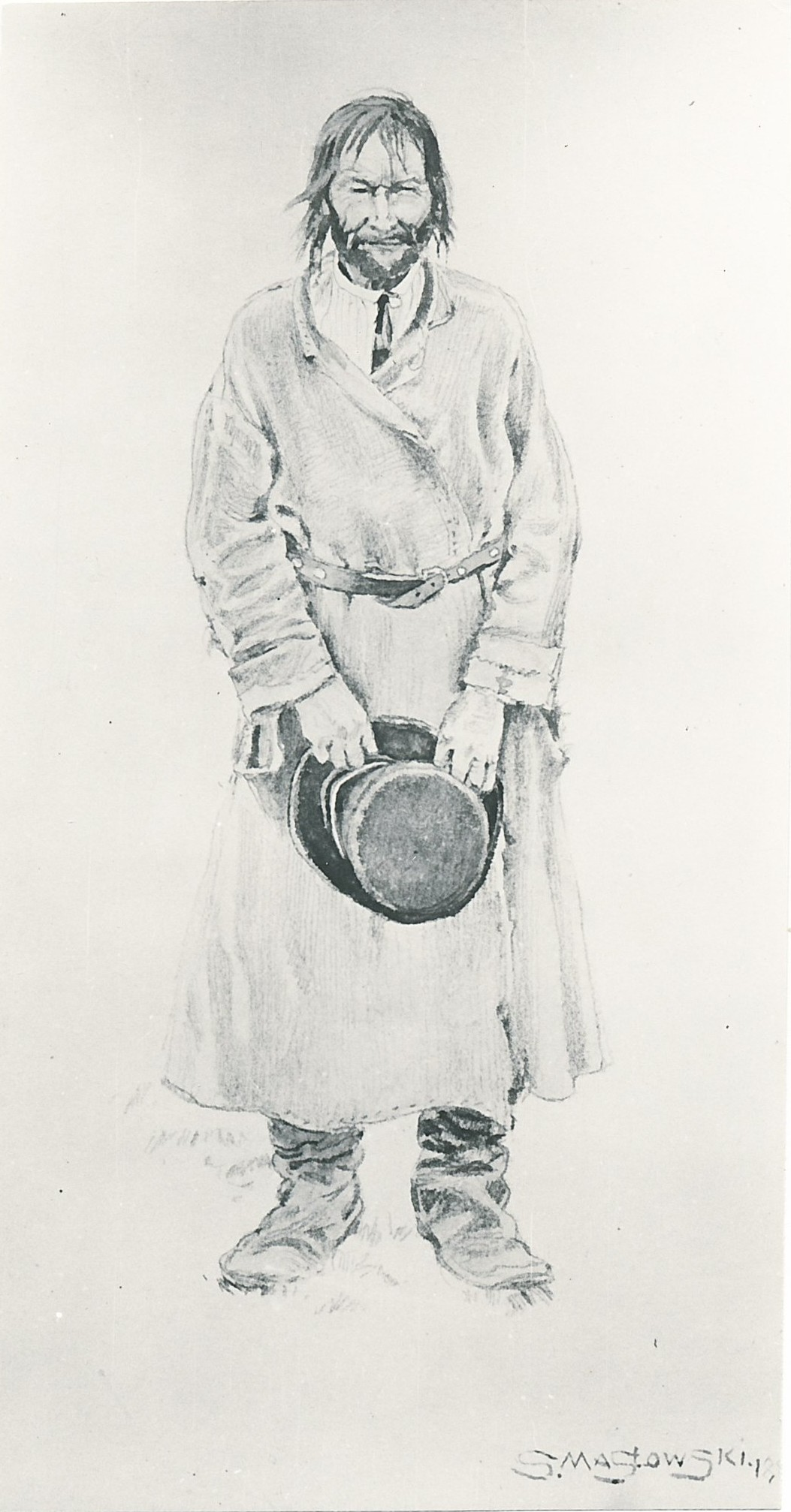
Sołtys Witosek, rysunek/pap. - wykonany w 1880 we wsi Pieczyska przez art.-mal. Stanisława Masłowskiego - podczas jednej z wizyt u jego kolegi Czesława Tańskiego

W skład sołectwa Pieczyska wchodzi także wieś Adamów Drwalewski

## Historia
Wieś notowana w roku 1452, kiedy to bracia Tryczowie herbu Prus z Pieczysk, Barcic i Niegowa (Mikołaj – kanonik płocki, Piotr – proboszcz sochaczewski, oraz syn Wawrzyńca – Adam, ich bratanek) - wystawili i uposażyli kościół pod wezwaniem Niepokalanego Poczęcia NMP i św. Marii Magdaleny. Była to parafia rodowa, ponieważ do niej włączono wsie odłączone od parafii prażmowskiej: Pieczyska, Wola Pieczyska, Barcie, później Drwalewiec (Drwalewice ?) 
W roku 1478 patronem parafii był Adam Trycz. Wieś ta w XVI i XVII w. należała do Mniszewskich. W roku 1566 właścicielem wsi był Wawrzyniec Mniszewski. Wieś szlachecka położona była w drugiej połowie XVI wieku w powiecie grójeckim ziemi czerskiej województwa mazowieckiego. Około roku 1603 Adam Mniszewski przeprowadził naprawę drewnianego kościoła. Obecna murowana świątynia zbudowana według projektu architekta Wacława Zaremby z Warszawy składa się z połączonych ze sobą dwóch części. Starsza – gotycka pochodzi z 1603 r., zaś nowa – neogotycka pochodzi z lat 1904–1908. W części gotyckiej zachowane zostało prezbiterium, zaś w części neogotyckiej pomieszczenie dla wiernych w formie halowej. Nawy boczne są nieco niższe od nawy głównej. Stropy w prezbiterium i w pomieszczeniu dla wiernych są krzyżowo-żebrowe.
W trakcie przebudowy powstała nowa zakrystia, a poprzednią zamieniono na kaplicę. Świątynię wieńczy widoczna z daleka wysoka wieża. Całość jest otynkowana i pomalowana na jasny kremowy kolor. Kościół jest otoczony ceglanym murem. Poza ogrodzeniem znajduje się nowa murowana plebania.
Parafia należała do dekanatu wareckiego, leżała w powiecie grójeckim w Ziemi Czerskiej. Kościół był pod wezwaniem Najświętszej Marii Panny. Był uposażony w trzy łany roli w Pieczyskach oraz dziesięciny folwarczne z Pieczysk i Woli Pieczyskiej. Dla wikariusza były przeznaczone dziesięciny kmiece z Barczyc. 
W roku 1836 drewniany kościół po pożarze przebudowała rodzina Potockich. Nowy kościół wystawiono w roku 1904-1908 w stylu gotyku nadwiślańskiego. Architektem był Wacław Zaremba. 
Plebani: do roku 1478 – Wojciech, w roku 1542 – pleban grabowski Jan Grabowski, do śmierci w roku 1566 Piotr z Radwankowa, od 1566 pleban chynowski Andrzej Dąbrowski, do roku 1600 Mikołaj z Płońska, od 1600 roku Stanisław z Garwolina, w roku 1603 plebanem był Piotr.

## Ciekawostki
W Pieczyskach w 1862 roku urodził się znany malarz oraz konstruktor lotniczy i wynalazca Czesław Tański, który w latach 1896–1897 w miejscowości Wygoda koło Janowa Podlaskiego przeprowadzał pierwsze próby szybowcowe w Polsce. Za pomocą lotni Tańskiego po raz pierwszy w Polsce uniósł się szybowcem w powietrze.
W latach 1880. Czesława Tańskiego odwiedzał w Pieczyskach jego kolega, artysta malarz Stanisław Masłowski (1853–1926), autor akwareli zatytułowanej "Lasek" namalowanej – jak to napisał jego syn, historyk sztuki Maciej Masłowski (1901–1976) w okolicach Pieczysk w latach 1880–1890
Kościół znajduje się na wyznaczonym szlaku turystycznym Perły Mazowsza na jego Pętli Południowej.

## Religia
Parafia pod wezwaniem Narodzenia Najświętszej Maryi Panny, należy do dekanatu czerskiego, archidiecezji warszawskiej.

## Edukacja
We wsi znajduje się szkoła podstawowa.
W latach 1975–1998 miejscowość należała administracyjnie do województwa radomskiego.